# 石生齿缘草
石生齿缘草（学名：Eritrichium rupestre）为紫草科齿缘草属的植物。分布在俄罗斯、蒙古以及中国大陆的山西、内蒙古、甘肃、河北、宁夏等地，生长于海拔1,400米至2,000米的地区，多生长在石质山坡、干山坡、砾石缝以及路边，目前尚未由人工引种栽培。